# Heterusia conflictata
Heterusia conflictata é uma mariposa, ou traça, pertencente à família Geometridae, de voo principalmente diurno, encontrada na região neotropical do sudeste e sul do Brasil até o Pampa. Foi classificada por Achille Guenée, com a denominação de Scordylia conflictata, em 1858. Em dias ensolarados ela costuma pousar para absorver umidade mineralizada do solo.[carece de fontes?]

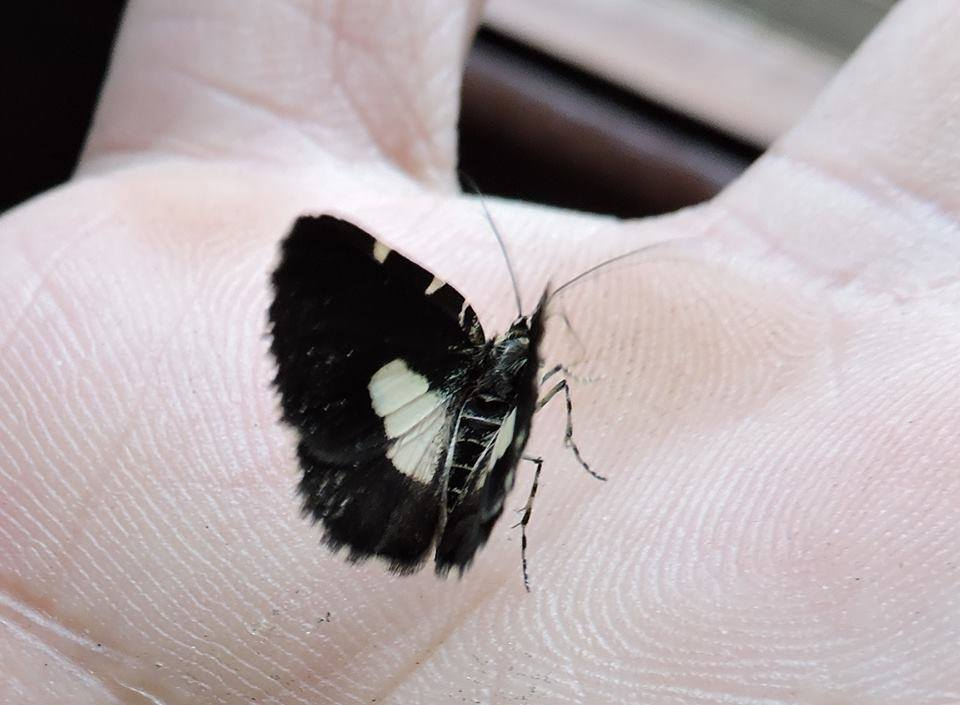
Fotografia de H. conflictata, vista superior, no Núcleo Cunha-Indaiá.